# Kaisa Mäkäräinen
Kaisa Leena Mäkäräinen (Ristijärvi, 11 januari 1983) is een voormalig Finse biatlete. Ze vertegenwoordigde haar vaderland op 3 Olympische Winterspelen. Op 14 maart 2020 besloot ze op 37-jarige leeftijd een punt achter haar loopbaan te zetten.

## Carrière
Op de wereldkampioenschappen biatlon 2005 in Hochfilzen maakte Mäkäräinen tevens haar wereldbekerdebuut, haar beste resultaat was een negenenveertigste plaats op de sprint. In december 2005 behaalde ze in Hochfilzen haar eerste wereldbekerpunten. In Pokljuka nam de Finse deel aan de wereldkampioenschappen biatlon 2006, op dit toernooi eindigde ze samen met Jouni Kinnunen, Outi Kettunen en Timo Antila op de negentiende plaats.
In januari 2007 behaalde Mäkäräinen in Pokljuka haar eerste toptienklassering. Tijdens de wereldkampioenschappen biatlon 2007 in Antholz eindigde de Finse als zevende op de massastart en als achtste op de individuele wedstrijd. In december 2007 stond Mäkäräinen in Pokljuka voor de eerste maal in haar carrière op het podium van een wereldbekerwedstrijd. Op de wereldkampioenschappen biatlon 2008 in Östersund was het beste resultaat van de Finse een vijftiende plaats op de massastart, samen met Mari Laukkanen, Timo Antila en Jarkko Kauppinen eindigde ze als tiende op de gemengde estafette. In Pyeongchang nam Mäkäräinen deel aan de wereldkampioenschappen biatlon 2009, op dit toernooi was haar beste resultaat een vierde plaats op de achtervolging. Op de gemengde estafette eindigde ze samen met Mari Laukkanen, Paavo Puurunen en Timo Antila op de zesde plaats. Tijdens de Olympische Winterspelen van 2010 in Vancouver was het beste resultaat van de Finse een vijfenveertigste plaats op de achtervolging. Op de wereldkampioenschappen biatlon 2010 in Chanty-Mansiejsk eindigde ze samen met Mari Laukkanen, Sami Orpana en Marko Juhani Mänttäri op de achttiende plaats.
Aan het begin van het seizoen 2010/2011 boekte Mäkäräinen in Östersund haar eerste wereldbekerzege. In totaal won ze drie wereldbekers wedstrijden en eindigde het seizoen als eerste in het algemeen klassement.

## Resultaten

### Olympische Winterspelen
| Jaar | Plaats      | Onderdeel   | Onderdeel | Onderdeel     | Onderdeel  | Onderdeel | Onderdeel          |
| Jaar | Plaats      | Individueel | Sprint    | Achtervolging | Massastart | Estafette | Gemengde estafette |
| ---- | ----------- | ----------- | --------- | ------------- | ---------- | --------- | ------------------ |
| 2006 | Turijn      | –           | –         | –             | –          | –         |                    |
| 2010 | Vancouver   | 45e         | 58e       | 44e           | –          | –         |                    |
| 2014 | Sotsji      | 9e          | 30e       | 16e           | 6e         | –         | –                  |
| 2018 | Pyeongchang | 13e         | 25e       | 22e           | 10e        | 15e       | 6e                 |

### Wereldkampioenschappen
| Jaar | Plaats            | Onderdeel                               | Onderdeel                               | Onderdeel                               | Onderdeel                               | Onderdeel                               | Onderdeel          | Onderdeel                 |
| Jaar | Plaats            | Individueel                             | Sprint                                  | Achtervolging                           | Massastart                              | Estafette                               | Gemengde estafette | Single gemengde estafette |
| ---- | ----------------- | --------------------------------------- | --------------------------------------- | --------------------------------------- | --------------------------------------- | --------------------------------------- | ------------------ | ------------------------- |
| 2005 | Hochfilzen        | 49e                                     | 73e                                     | –                                       | –                                       | 18e                                     | –                  |                           |
| 2006 | Pokljuka          | Niet gehouden vanwege Olympische Spelen | Niet gehouden vanwege Olympische Spelen | Niet gehouden vanwege Olympische Spelen | Niet gehouden vanwege Olympische Spelen | Niet gehouden vanwege Olympische Spelen | 19e                |                           |
| 2007 | Antholz           | 8e                                      | 29e                                     | 25e                                     | 7e                                      | 12e                                     | 16e                |                           |
| 2008 | Östersund         | 31e                                     | 55e                                     | DNS                                     | 15e                                     | 15e                                     | 10e                |                           |
| 2009 | Pyeongchang       | 30e                                     | 23e                                     | 4e                                      | 17e                                     | –                                       | 6e                 |                           |
| 2010 | Chanty-Mansiejsk  | Niet gehouden vanwege Olympische Spelen | Niet gehouden vanwege Olympische Spelen | Niet gehouden vanwege Olympische Spelen | Niet gehouden vanwege Olympische Spelen | Niet gehouden vanwege Olympische Spelen | 17e                |                           |
| 2011 | Chanty-Mansiejsk  | 28e                                     | Zilver                                  | Goud                                    | 4e                                      | 10e                                     | 9e                 |                           |
| 2012 | Ruhpolding        | 28e                                     | 27e                                     | 20e                                     | Brons                                   | 18e                                     | 16e                |                           |
| 2013 | Nové Město        | 8e                                      | 9e                                      | 10e                                     | 17e                                     | 21e                                     | 18e                |                           |
| 2015 | Kontiolahti       | Brons                                   | 34e                                     | 12e                                     | 14e                                     | 16e                                     | 9e                 |                           |
| 2016 | Oslo Holmenkollen | 19e                                     | 9e                                      | 7e                                      | Brons                                   | 17e                                     | 18e                |                           |
| 2017 | Hochfilzen        | 15e                                     | 12e                                     | 7e                                      | Brons                                   | 15e                                     | 10e                |                           |
| 2019 | Östersund         | 45e                                     | 12e                                     | 17e                                     | 23e                                     | –                                       | 10e                | 12e                       |
| 2020 | Antholz           | 21e                                     | 40e                                     | 22e                                     | 14e                                     | 11e                                     | 9e                 | –                         |

### Wereldkampioenschappen junioren
| Jaar | Plaats          | Onderdeel   | Onderdeel | Onderdeel     | Onderdeel |
| Jaar | Plaats          | Individueel | Sprint    | Achtervolging | Estafette |
| ---- | --------------- | ----------- | --------- | ------------- | --------- |
| 2004 | Haute Maurienne | 23e         | 51e       | 39e           | –         |

### Wereldbeker
Eindklasseringen
| Seizoen   | Algemeen | Individueel | Sprint | Achtervolging | Massastart |
| --------- | -------- | ----------- | ------ | ------------- | ---------- |
| 2005/2006 | 62e      | 63e         | 63e    | 54e           | –          |
| 2006/2007 | 27e      | 29e         | 47e    | 8e            | 16e        |
| 2007/2008 | 13e      | 10e         | 15e    | 43e           | 14e        |
| 2008/2009 | 14e      | 17e         | 10e    | 27e           | 9e         |
| 2009/2010 | 22e      | 17e         | 28e    | 43e           | 16e        |
| 2010/2011 | Goud     | Zilver      | Goud   | 6e            | 8e         |
| 2011/2012 | 4e       | Brons       | 4e     | Zilver        | 5e         |
| 2012/2013 | 5e       | 5e          | 5e     | 6e            | 5e         |
| 2013/2014 | Goud     | Goud        | Goud   | 21e           | Brons      |
| 2014/2015 | Zilver   | Zilver      | Goud   | Goud          | 5e         |
| 2015/2016 | 4e       | 4e          | 4e     | 8e            | 4e         |
| 2016/2017 | Brons    | Brons       | Brons  | 11e           | Brons      |
| 2017/2018 | Goud     | Brons       | Zilver | Brons         | Goud       |
| 2018/2019 | 7e       | 57e         | 5e     | 5e            | 21e        |
| 2019/2020 | 11e      | 21e         | 23e    | 7e            | 4e         |

Wereldbekerzeges
| Nr. | Datum            | Plaats                | Onderdeel           |
| --- | ---------------- | --------------------- | ------------------- |
| 1.  | 3 december 2010  | Östersund             | 7,5 km sprint       |
| 2.  | 5 december 2010  | Östersund             | 10 km achtervolging |
| 3.  | 6 maart 2011     | Chanty-Mansiejsk (WK) | 10 km achtervolging |
| 4.  | 11 januari 2012  | Nové Město            | 15 km individueel   |
| 5.  | 12 februari 2012 | Kontiolahti           | 10 km achtervolging |
| 6.  | 8 maart 2014     | Pokljuka              | 10 km achtervolging |
| 7.  | 13 maart 2014    | Kontiolahti           | 7,5 km sprint       |
| 8.  | 15 maart 2014    | Kontiolahti           | 7,5 km sprint       |
| 9.  | 16 maart 2014    | Kontiolahti           | 10 km achtervolging |
| 10. | 7 december 2014  | Östersund             | 10 km achtervolging |
| 11. | 12 december 2014 | Hochfilzen            | 7,5 km sprint       |
| 12. | 14 december 2014 | Hochfilzen            | 10 km achtervolging |
| 13. | 21 december 2014 | Pokljuka              | 12,5 km massastart  |
| 14. | 12 februari 2015 | Oslo                  | 15 km individueel   |
| 15. | 20 maart 2015    | Chanty-Mansiejsk      | 7,5 km sprint       |
| 16. | 6 december 2015  | Östersund             | 10 km achtervolging |
| 17. | 20 december 2015 | Pokljuka              | 12,5 km massastart  |
| 18. | 17 maart 2016    | Chanty-Mansiejsk      | 7,5 km sprint       |
| 19. | 19 maart 2016    | Chanty-Mansiejsk      | 10 km achtervolging |
| 20. | 14 januari 2017  | Ruhpolding            | 7,5 km sprint       |
| 21. | 15 januari 2017  | Ruhpolding            | 10 km achtervolging |
| 22. | 14 januari 2018  | Ruhpolding            | 12,5 km massastart  |
| 23. | 24 maart 2018    | Tjoemen               | 10 km achtervolging |
| 24. | 8 december 2018  | Pokljuka              | 7,5 km sprint       |
| 25. | 9 december 2018  | Pokljuka              | 10 km achtervolging |
| 26. | 15 december 2018 | Hochfilzen            | 10 km achtervolging |
| 27. | 12 januari 2020  | Oberhof               | 12,5 km massastart  |